# Ferchampenouaz
Pour l’article ayant un titre homophone, voir Fère-Champenoise.
Ferchampenouaz (en russe : Фершампенуаз, Fère-Champenoise) est un village de l'oblast de Tcheliabinsk, en Russie, et le centre administratif du raïon Nagaïbakski. Sa population s'élevait à 4 368 habitants en 2010.

## Géographie
Ferchampenouaz est situé dans la steppe, sur le flanc sud-est des monts Oural. Le village est arrosé par la rivière Goumbeïka, un affluent du fleuve Oural. Il se trouve à 207 km au sud-ouest de Tcheliabinsk et à 57 km à l'est de Magnitogorsk.

## Histoire
Le village fut fondé en 1842 (ou 1843) par des Cosaques installés dans les zones peu peuplées du sud de l'Oural. Ils nommèrent l'endroit d'après le nom de la ville de Fère-Champenoise, chef-lieu de canton du département de la Marne, en Champagne (France). Pendant les guerres napoléoniennes, le 25 mars 1814, les Cosaques et les troupes russes participèrent à la bataille de Fère-Champenoise, où l'armée française fut défaite avant la prise de Paris par les forces de la coalition et la première abdication de Napoléon.
Pour commémorer les événements des guerres napoléoniennes, d'autres villages cosaques de la région reçurent les noms des divers théâtres de guerre, tels que Berlin, Leipzig, Kassel, Arsi (en russe pour Arcis-sur-Aube) et Parij (russe pour Paris).
Au XIXe siècle, le village faisait partie du gouvernement d'Orenbourg et depuis 1931 il fait partie de l'oblast de Tcheliabinsk.

## Population
Recensements (*) ou estimations de la population :
| 1959* | 1970* | 1979* | 1989* | 2002* | 2010* |
| ----- | ----- | ----- | ----- | ----- | ----- |
| 3 224 | 3 496 | 3 938 | 4 349 | 4 435 | 4 368 |

| 2021* | - | - | - | - | - |
| ----- | - | - | - | - | - |
| 4 048 | - | - | - | - | - |

## Économie et infrastructures
Ferchampenouaz est au centre d'une grande zone agricole. Il y a un accès routier à la route régionale R360 Ioujnoouralsk - Magnitogorsk Nagaïbakski à environ 20 kilomètres à l'ouest de la ville.

## Personnalités
- Leonid Anatolievitch Smetannikov (ru), chanteur baryton d'opéra, est né en 1943 à Ferchampenouaz.